# Parachanna obscura
Parachanna obscura és una espècie de peix de la família dels cànnids i de l'ordre dels perciformes.

## Descripció
- El cos fa 50 cm de llargària màxima,[8] 1 kg de pes[9][10] i presenta taques fosques.
- Cap relativament llarg i recobert de grans escates.
- Mandíbula inferior lleugerament més llarga que la superior i amb 4-6 dents canines ben desenvolupades.
- Absència de dents palatines i vomerianes.
- Línia lateral generalment completa (rarament discontínua) i amb 65-78 escates.
- 39-45 radis a l'aleta dorsal i 26-32 a l'anal.
- Les femelles són més grosses que els mascles.[11][12]

## Reproducció
Els ous (que es desclouen al cap de 2-3 dies de realitzada la posta) i els joves (fins que fan 1-1,5 cm de llargada) són custodiats ferotgement per tots dos progenitors, els quals, probablement, basteixen nius com altres espècies de cànnids. La femella pot arribar a alimentar els alevins amb els ous infèrtils de la mateixa posta. En captivitat, i en el sud de Nigèria, la seua reproducció és més intensa entre els mesos d'octubre i novembre.

## Alimentació
En general, menja insectes (51,67% de la seua dieta), ous de granotes (8,02%) i peixets (15,66%). Els joves es nodreixen de copèpodes, gambes i larves d'insectes aquàtics, mentre que els adults s'alimenten d'altres peixos. En captivitat, accepta tota mena d'aliment viu i, sovint també, congelat.

## Depredadors
A Nigèria és depredat per Clarias agboyiensis.

## Hàbitat i distribució geogràfica
És un peix d'aigua dolça, demersal, potamòdrom i de clima tropical (26 °C-28 °C; 14°N-3°S), el qual viu a Àfrica: les planes d'inundació, rierols, rius, llacs, llacunes i pantans des de les conques del llac Txad i dels rius Nil i Senegal fins a la del riu Congo, incloent-hi Benín, Burkina Faso, el Camerun, el Txad, la República Democràtica del Congo, la Costa d'Ivori, Etiòpia, Gàmbia, Ghana, Guinea, Guinea Bissau, Libèria, Mali, el Níger, Nigèria, el Senegal, Sierra Leone, el Sudan i Togo.

## Importància econòmica
És criat en captivitat a Ghana, Nigèria i Benín. La seua cria també fou recomanada a la República Centreafricana.

## Observacions
És inofensiu per als humans i a Benín és emprat per controlar les cries de tilàpies als estanys d'aqüicultura.